# Mészáros Károly (erdőmérnök)
Mészáros Károly (Csór, 1954. május 6. – Sopron, 2007. június 25.) magyar erdőmérnök, a Nyugat-magyarországi Egyetem egyetemi tanára, rektorhelyettese, az Erdőmérnöki Kar dékánja.

## Életútja
A Fejér megyei Csór községben született. A soproni Erdészeti és Faipari Egyetem Erdőmérnöki Karán 1976-ban szerzett erdőmérnöki oklevelet.
Az oklevél megszerzését követően a Győri Közúti Építő Vállalatnál helyezkedett el, majd 1981-ben az Erdőmérnöki Kar Erdőrendezéstani Tanszékén megalakuló Környezetvédelmi Kutatócsoportba nyert felvételt. Időközben elvégezte az Erdőmérnöki Karon szervezett szakmérnöki tanfolyamot, amelyen 1986-ban okleveles tájrendezési és környezetvédelmi szakmérnök oklevelet szerzett. 1987-ben pályázat elnyerésével az Erdőrendezéstani Tanszékre tudományos munkatársnak nevezték ki. A különböző kutatási programokban való részvétel mellett az erdőérték-számítás témakörében summa cum laude doktori szigorlattal „Az erdőérték-számítás felhasználása az erdőtervezésben” címmel 1992-ben védte meg doktori értekezését. 1993-ban egyetemi adjunktussá nevezték ki.
„Az erdőérték-számítási, erdővagyon-értékelési eljárások felhasználása az erdőtervezésben” című értekezését megvédve, 1994-ben a mezőgazdasági tudományok kandidátusává avatták. 2000 júniusában habilitált doktori címet szerzett.
1994-ben egyetemi docenssé és tanszékvezetővé nevezték ki az Erdőmérnöki Kar Üzemtani Tanszékére. 2000. július 1-jétől a köztársasági elnök egyetemi tanárrá nevezte ki.
2000-ben a Nyugat-magyarországi Egyetem oktatási és intézményfejlesztési rektorhelyettesévé választották. 2001-től 2006-ig az Erdőmérnöki Kar dékáni tisztét látta el. 2006-tól haláláig az Egyetem általános rektorhelyettese volt.
2007. június 25-én, életének 54. esztendejében hunyt el, sírja a sopronbánfalvi Hősi Temetőben található.

## Munkássága
Közreműködött számos kutatási programban, amelyek az új fatermési és dendrometriai mérési eljárások vizsgálatára, fejlesztésére, az országos erdőállomány rendszer-szemléletű vizsgálatára, az erdőállomány-prognózisok naturális és ökonómiai hozamlehetőségeinek vizsgálatára, az erdőtervek tudományos előkészítésére, fejlesztésére, a természeti erőforrások értékelésére, az erdőérték-számítási módszerek erdőrendezési alkalmazási területeinek feltárására terjedtek ki. Ez idő alatt több, a gyakorlatban is alkalmazott műszert fejlesztett ki, mint például a róla elnevezett dendrométert, illetve – társszerzőként – az élő fák belső szerkezetének vizsgálatára napjainkban is használatos Fakopp műszert.
Részt vett az Egyetem Erdőmérnöki Karán működő Roth Gyula Erdészeti és Vadgazdálkodási Tudományok Doktori Iskola programjának kidolgozásában, az Erdővagyon-gazdálkodási alprogram tantárgyainak kialakításában. Oktatta az Erdőgazdaság-politika, az Erdőértékelés, a Környezetpolitika és a Természeti erőforrások című tárgyakat. Oktatott a Kitaibel Pál Környezettudományi Doktori Iskolában is. A doktori képzésben témavezetőként is közreműködött.
Tagja volt Forstökonomisches Kolloquiumnak, a német nyelvterület erdészeti ökonómiával foglalkozó oktató és kutató intézetek szakmai fórumának. Az erdészeti politikai kérdésekkel foglalkozó, a német nyelvterület intézeteit összefogó „Fortspolitiktreffen” résztvevőjeként tanulmányozta Németország, Ausztria, Svájc, Hollandia, Dánia oktatási gyakorlatát, részt vett az évenként rendezett üléseken. Nemzetközi testületekben a IUFRO S 4.04-02 munkacsoportjának tagjaként, illetve a European Forest Institute „Growth trends of European Forests” munkacsoportjában tevékenykedett.
A hazai erdészet kérdéseivel a Nemzeti Erdőstratégia és Erdőprogram kidolgozása terén foglalkozott, minden területet érintve, amely a 2004. októberben elfogadott kormányprogram alapja volt. Aktívan részt vett az állami erdőgazdálkodás stratégiájának kialakításában, az általa irányított kollektívák javaslatainak konkrét eredménye az állami szektor teljes átvizsgálásán alapszik, amelyben az ÁPV Rt. Igazgatótanácsának részére az előterjesztés megszületett. Vezetése alatt 2002 óta működik a Magán-erdőgazdálkodói Tesztüzem Hálózat, amely a magán-erdőgazdálkodás jellemző konfliktusait, gazdasági folyamatait tárja fel. Irányítása alatt a vagyon-érdekeltségű erdőgazdálkodás kutatására a Kar NKFP (Erdő-Vad) pályázatot nyert. Vezetésével került megszervezésre az Erdő- és kárérték-számítási tanfolyam, valamint a „Környezetünk az erdő” pedagógus továbbképzés.
Munkássága a következő kitüntetésekkel, díjakkal nyert elismerést: Kiváló Ifjú Szakember (1980), MTA VEAB akadémiai I. díj (1992, 1994), Széchenyi Professzori Ösztöndíj (1998-2002), „Pro Silva Hungariae” FVM miniszteri kitüntetés (2001), Akadémiai díj (megosztva, 2004), „Fehér Dániel” emlékérem (2005), „Alföldi Erdőkért” emlékérem (2005).
A magas kitüntetések mellett szívének talán legtöbbet mégis azok a díszkorsók, emléklapok jelentették, amelyeket a hallgatók tiszteletük és szeretetük jeléül évről évre adományoztak neki.
Szerteágazó munkásságának eredményeit 11 könyvben és könyvrészletben, 8 jegyzetben, 21 idegen nyelven megjelent publikációban, 44 magyar nyelvű publikációban, számos magyar és nemzetközi konferencián megtartott előadáson, 122 szakvéleményben és kutatási jelentésben tette közzé.